# Province magmatique
- Bouclier
- Plateforme
- Orogène
- Bassin structural
- Province magmatique
- Bassins sédimentaires continentaux

- 0–20 Ma
- 20–65 Ma
- > 65 Ma

Une province magmatique, ou province ignée (LIP, pour l'anglais large igneous province), est une vaste région dont le substratum est constituée de roches magmatiques (appelées aussi roches ignées) issues de l'association dans l'espace et le temps de massifs intrusifs et de volcans associés, généralement cogénétiques et formant une série, parfois non cogénétiques et formant une suite. La présence de ces roches est la conséquence de grandes intrusions (généralement de type batholites) et d'une expulsion colossale de flots de laves (souvent de type basalte) par des panaches mantelliques, qui recouvre d'une couche épaisse et plane de très grands secteurs, jusqu'à des parties entières d'un continent (panaches qui se mettent en place dans les océans sous forme de plateau océanique ou sur les continents sous forme de trapps). Le territoire de l'Islande par exemple est totalement inclus dans une province ignée.
Bien que non explosifs, les gaz et la poussière libérés par une telle éruption ont un impact climatique équivalent aux éruptions de niveau 8 (supervolcan). Ces inondations basaltiques, significativement assez importantes pour former ces vastes provinces ignées, ont été soupçonnées d'être la ou du moins une des causes des extinctions de masse du passé, dont les extinctions massives (extinction permienne) qui ont affecté la majorité des espèces vivantes de l'époque ainsi que la plus connue bien que plus petite, l'extinction du Crétacé qui a vu disparaître la plupart des dinosaures.

## Grandes provinces ignées de la Terre
Voici les grandes régions ignées incluant des éruptions : 
- la province ignée nord-atlantique (NAIP), dont l'Islande constitue la partie émergée ;
- le plateau brésilien, Brésil ;
- la province magmatique centre atlantique (CAMP) ;
- le plateau du Columbia, États-Unis ;
- la grande province ignée caribéenne ;
- les trapps du Deccan, Inde ;
- les trapps d'Éthiopie, Éthiopie ;
- la province magmatique du Karoo, Afrique du Sud ;
- les trapps de Sibérie, Russie ;
- la province magmatique de Wrangellia, un plateau océanique en Amérique du Nord
- le plateau d'Ontong Java (en) (Îles Salomon).

Les deux plus grandes inondations basaltiques récentes ont été Eldgjá et Lakagígar, toutes deux en Islande. Elles ont profondément altéré leur paysage environnant mais aucune n'a eu un impact suffisant pour être considérée comme un phénomène supervolcanique.